# (21) Лютеция
(21) Лютеция (лат. Lutetia) — астероид главного пояса, который принадлежит к богатому металлами спектральному классу M. Он был открыт 15 ноября 1852 года французским астрономом Германом Гольдшмидтом в Париже и назван в честь древнего поселения Лютеция, существовавшего на месте нынешнего Парижа.
Это первый астероид, по-настоящему знаменит он стал благодаря пролёту рядом с ним европейского космического аппарата «Розетта» в июле 2010 года. При этом были получены снимки этого астероида и важные данные, анализ которых позволил учёным предположить, что Лютеция представляет собой древнюю, примитивную «мини-планету». Хотя возраст одних частей поверхности астероида составляет всего 50—80 млн лет, другие зародились 3,6 млрд лет назад.

## Исследования
Астероид Лютеция был обнаружен астрономом-любителем и художником Германом Гольдшмидтом с балкона своего дома над кафе «Прокоп» в Париже. Вслед за этим в ноябре-декабре 1852 года другой немецкий астроном — Георг Рюмкер — рассчитал предварительную орбиту этого тела. В 1903 году во время очередного противостояния с Землёй Лютеция была сфотографирована американским астрономом Эдуардом Пикерингом из Гарвардской обсерватории. Тогда она достигла яркости в 10,8 звёздной величины.
10 июля 2010 года европейский зонд «Розетта» пролетел в непосредственной близости от астероида (21) Лютеция, который стал первым астероидом M-класса, изученным с борта космического аппарата. Аппарат прошёл на минимальном расстоянии 3168 ± 7,5 км от астероида на скорости 15 км/с, на пути к короткопериодической комете Чурюмова-Герасименко. Во время этого пролёта были сделаны снимки поверхности астероида разрешением до 60 метров на пиксель, покрывающие около 50 % поверхности тела (в основном северное полушарие). В общей сложности было получено 462 снимка в 21 спектральном диапазоне (это и узкие, и широкие диапазоны, перекрывающие интервал длин волн от 0,24 до 1 мкм). С помощью спектрометра VIRTIS, установленного на зонде, наблюдения проводились не только в видимой, но и в ближней инфракрасной области спектра. Также проводились измерения магнитного поля и плазмы вблизи астероида.
Покрытие звёзд Лютецией наблюдалось дважды: сначала на Мальте в 1997, а затем в Австралии в 2003 году.

## Характеристики

### Форма и наклон оси
Фотографии, полученные с космического зонда, подтвердили результаты анализа кривых блеска 2003 года, которые описывали Лютецию как тело грубой неправильной формы. Результаты исследования, проведённого И. Н. Бельской и другими, связывают неправильную форму астероида с наличием крупного ударного кратера на одной из его сторон, но, поскольку «Розетта» сфотографировала лишь половину поверхности астероида, подтвердить или опровергнуть это предположение пока невозможно. Анализ фотографий с зонда и фотометрических кривых блеска позволил сделать вывод о наклоне оси вращения астероида, который с позиции северного полюса оказался равен 96°. Таким образом, ось вращения астероида лежит почти в плоскости эклиптики, а само вращение оказалось ретроградным, как и у планеты Уран.

### Масса и плотность
По отклонению зонда от расчётной траектории в момент его пролёта рядом с Лютецией была рассчитана масса астероида. Она оказалась равной (1,700 ± 0,017)⋅1018 кг, что значительно меньше первоначальных оценок, сделанных по измерениям с Земли — 2,57⋅1018 кг. Тем не менее, даже такая оценка массы говорит об очень высокой плотности этого тела для каменного астероида — 3,4 ± 0,3 г/см³, что в среднем в 1,5—2 раза превышает плотность других астероидов. Это значит, что она содержит значительное количество железа. Однако, едва ли оно находится в полностью сформированном ядре. Для этого Лютеции пришлось бы частично расплавиться из-за тепла, выделяемого радиоактивными изотопами: более плотное железо утонуло бы, а скальные породы вышли бы на поверхность. Однако, спектрометр VIRTIS показал, что состав поверхности астероида остаётся совершенно первобытным. Исследователи видят этому только одно объяснение: Лютеция нагрелась в начале своей истории, но не смогла полностью расплавиться, поэтому чётко определённое железное ядро не сформировалось.

### Состав
Точный состав Лютеции долгое время вызывал недоумение у астрономов. Хотя это тело классифицируется как астероид класса M, для него характерны весьма нетипичные для этого класса свойства, в частности, крайне малое содержание металлов в поверхностных породах. В их составе обнаружена высокая концентрация углеродистых хондритов, более характерных для астероидов класса С, чем для класса M. К тому же у Лютеции очень низкое альбедо в радиодиапазоне, в то время как у типичного представителя металлического класса — астероида (16) Психея — оно довольно высокое. Это может указывать на необычно толстый слой реголита, покрывающего его поверхность, состоящего из силикатов и гидратированных минералов.
Измерения зонда «Розетта» подтвердили наличие у астероида умеренно красного спектра в видимом диапазоне и чрезвычайно плоский спектр в инфракрасной области, а также почти полное отсутствие поглощения в диапазоне длин волн 0,4—3,5 мкм. Эти данные полностью опровергают наличие гидратированных минералов и силикатных соединений. На поверхности астероида также не были обнаружены признаки присутствия оливинов. Эти данные в сочетании с высокой плотностью астероида свидетельствуют о том, что породы астероида состоят из энстатитовых хондритов или же из углеродных хондритов CB, CH, или CR-групп.

### Происхождение астероида
Астероид во многом интересен наличием огромного кратера под названием Массалия, диаметром в 61 км. Наличие на астероиде кратера такого размера свидетельствует о том, что его следует рассматривать как планетезималь, которая так и не превратилась в более крупное небесное тело, но смогла дожить до завершения активных процессов формирования планет в ранней Солнечной системе. Об этом свидетельствуют размеры кратера, который образовался в момент столкновения Лютеции с другим астероидом диаметром 8 км. По оценкам астрономов, такие столкновения между астероидами, происходят крайне редко — один раз в 9 млрд лет. Таким образом, Лютеция могла столкнуться с этим телом только во время формирования Солнечной системы, когда подобные коллизии были обычным делом.
Об этом же говорит и малая пористость этого тела. Учёные определили её, проанализировав спектр солнечного света, отражённого от поверхности Лютеции. Различия в спектре лучей, отражённых от разных участков небесного тела, могут подсказать учёным, распадался ли астероид при столкновении с другими объектами или он составлен из неплотно прилегающих обломков. Результаты математического моделирования показали, что в астероиде отсутствуют крупные поры и трещины, характерные для углистых хондритов. По расчётам учёных, пористость Лютеции находится в пределах от 1 % до 13 %. Это доказывает, что столкновение не могло полностью разрушить астероид, так что Лютеция, скорее всего, представляет собой целое тело, а не груду щебня, как многие другие мелкие астероиды. Морфология окружающего кратер рельефа и существование самого кратера также свидетельствуют о значительной прочности вещества астероида.

## Карта астероида
Поверхность астероида покрыта кратерами и испещрена трещинами, уступами и провалами, которые в свою очередь покрыты мощным слоем реголита толщиной около 3 км, состоящего из слабо агрегированных частиц пыли размером 50—100 мкм, заметно сглаживающего их очертания. На картографированном полушарии обнаружено 350 кратеров с размерами от 600 метров до 61 км. Всего на этом полушарии было выявлено 7 областей в зависимости от их геологии: Бетики (Bt), Ахеи (Ac), Этрурии (Et), Нарбоники (Nb), Норика (Nr), Паннонии (ПА) и Реции (РА).
Область Бетики расположена в районе северного полюса и включает в себя несколько кратеров с диаметрами до 21 км. Эта область содержит наименьшее число кратеров и является самой молодой на всём изученном полушарии: её возраст составляет всего 50—80 млн лет. Она покрыта слоем реголита толщиной до 600 метров, который скрывает многие старые кратеры. Помимо них там встречаются различные гряды и уступы высотой до 300 метров, для которых характерно более высокое альбедо. Старейшими регионами являются области Норика и Ахеи, которые представляют собой довольно ровную поверхность, покрытую множеством кратеров, — некоторые возрастом до 3,6 ± 0,1 млрд лет. Область Норика пересечена бороздой длиной до 10 км и глубиной до 100 метров. Ещё две области — Паннонии и Реции — также характеризуются, в первую очередь, большим количеством кратеров. Зато область Нарбоники сама по себе представляет собой один большой кратер, получивший название Массалия. Поверхность кратера покрыта рядом относительно мелких деталей рельефа, образовавшихся в более поздние эпохи.

### Номенклатура
В марте 2011 года рабочая группа по планетной номенклатуре Международного астрономического союза приняла схему наименования деталей рельефа на астероиде (21) Лютеция. Поскольку он был назван в честь древнего римского города, то решено было всем кратерам на астероиде присваивать названия городов располагавшихся вблизи Лютеции на момент её существования (то есть с 52 года до н. э. по 360 год н. э.). А её области (лат. regiones) называются в честь провинций Римской империи времён Лютеции-города, за исключением одной, которая была названа в честь первооткрывателя астероида — областью Гольдшмидта. Другие детали рельефа Лютеции получили названия рек и смежных районов Европы тех времён. А в сентябре того же года в качестве точки, через которую проведён нулевой меридиан малой планеты, избран кратер Lauriacum диаметром 1,5 км, получивший прежнее название древнеримского города Лауриакум (лат. Lauriacum) (ныне известного как Энс).